# Поповиці (Свентокшиське воєводство)
Поповиці (пол. Popowice) — село в Польщі, у гміні Окса Єнджейовського повіту Свентокшиського воєводства.
Населення — 202 особи (2011).
У 1975-1998 роках село належало до Келецького воєводства.

## Демографія
Демографічна структура на день 31 березня 2011 року:
|          | Загалом | Допрацездатний вік | Працездатний вік | Постпрацездатний вік |
| -------- | ------- | ------------------ | ---------------- | -------------------- |
| Чоловіки | 109     | 21                 | 69               | 19                   |
| Жінки    | 93      | 16                 | 45               | 32                   |
| Разом    | 202     | 37                 | 114              | 51                   |